# خوان أكونا
خوان أكونا (بالإسبانية: Juan Acuña)‏ هو مدرب كرة قدم وحكم كرة قدم ولاعب كرة قدم باراغواياني في مركز الهجوم، ولد في 31 مارس 1987 في باراغواي. لعب مع ريفر بليت (أسونسيون).

## وصلات خارجية
- خوان أكونا على موقع قاعدة بيانات كرة القدم.إي يو (الإنجليزية)
- خوان أكونا على موقع Soccerway.com (الإنجليزية)